# Zachariah Ditetso
Zachariah Ditetso (* 8. August 1964) ist ein ehemaliger botswanischer Langstreckenläufer.

## Sport
Ditetso nahm an den Olympischen Sommerspielen 1992 in Barcelona teil. Im Wettkampf über 5000 m schied er im Vorlauf aus.